# Еврейский мир
«Еврейский мир» — русско-еврейский журнал, выходивший в столице Российской империи городе Санкт-Петербурге с января 1909 года по май 1910 года. 
Первый номер периодического печатного издания «Еврейский мир» увидел свет в январе 1909 года и стал выходить ежемесячно. Будучи в то время единственным столичным еврейским журналом, объединил вокруг себя почти все видные литературные силы.
Ввиду своей междупартийности «Еврейский мир», по некоторым вопросам, отличался известной неопределенностью. Ближайшее участие принимали в начале С. А. Ан-ский, М. Б. Ратнер, С. М. Дубнов, Л. А. Сев и другие известные представители еврейской интеллигенции. В журнале печатались статьи по текущим и историческим вопросам национализма и автономии, о языке, отчасти об общине и ряд научных статей, воспоминаний и беллетристических очерков.
В январе 1910 года журнал был преобразован в еженедельник. Оставаясь беспартийным, «Еврейский мир» стал отличаться большей определенностью национально-демократических тенденций. Свое главнейшее внимание он обратил на разработку внутренних вопросов еврейства (выступил в защиту разговорного еврейского языка), эмиграции, кооперативного движения и других вопросов касающихся еврейской диаспоры.
6 мая 1910 года журнал «Еврейский мир» был закрыт администрацией.
Кроме еженедельника, вышел также I сборник трехмесячного журнала «Еврейский мир», посвященный беллетристике и критике.
После закрытия журнала «Еврейский мир» в Петербурге стало выходить русско-еврейское печатное издание — «Еврейское обозрение».